# Quinto di Treviso
Quinto di Treviso là một đô thị ở tỉnh Treviso trong vùng Veneto, có cự ly khoảng 25 km về phía tây bắc của Venice và khoảng 7 km về phía tây nam của Treviso. Tại thời điểm ngày 31 tháng 12 năm 2004, đô thị này có dân số 9.390 người và diện tích là 19 km².
Quinto di Treviso giáp các đô thị: Morgano, Paese, Treviso, Zero Branco.